# RS-14
L'RS-14 (indice GRAU 15Zh42) era un missile balistico intercontinentale sovietico conosciuto in Occidente con il nome in codice NATO di SS-16 Sinner. Schierato a partire dalla metà degli anni settanta, si trattò del primo tentativo del Paese socialista di creare un sistema mobile di questo tipo. La sua vita operativa fu piuttosto breve, poiché venne proibito dagli accordi SALT II.

## Storia

### Sviluppo
Lo sviluppo di un missile balistico con rampa di lancio mobile venne ufficialmente approvato con decreto il 10 luglio 1969. In realtà, in via non ufficiale, l'autorizzazione a portare avanti le ricerche su un sistema di questo tipo risaliva a tre anni prima, il 6 marzo 1966. L'Istituto Moscovita di Termodinamica comunque, sotto la guida del progettista capo A. D. Nadiradzye, già nel 1963 aveva iniziato a lavorare su un missile balistico a rampa mobile. I risultati di questi sforzi si concretizzarono il 14 marzo 1972, quando volò per la prima volta un ICBM noto con il nome di Temp-2S. Si trattò del primo di una serie di test, che andarono avanti fino all'aprile 1976 presso il cosmodromo di Plesetsk, quando furono interrotti. Complessivamente, vennero lanciati 26 esemplari, non tutti con successo.

### Impiego operativo
Il missile fu immesso in servizio nelle forze armate sovietiche con il nome di RS-14 o RT-21 Temp 2S a partire dalla fine di febbraio 1976. Tuttavia, il dispiegamento venne interrotto nel 1977 (1978 secondo gli occidentali), e secondo i sovietici non divenne mai realmente operativo.
L'intelligence occidentale, che riuscì ad “intercettare” il primo lancio, lo identificò con il nome in codice NATO di SS-16 Sinner. Sempre secondo stime occidentali, nel 1979, al tempo della ratifica degli accordi SALT II, ne erano stati costruiti 200 esemplari, di cui 60 stoccati a Plesetsk. Tuttavia, tali accordi vietavano all'Unione Sovietica di produrre ICBM del tipo SS-16, in particolare per quello che riguardava il terzo stadio ed il veicolo di rientro.
Gli ultimi esemplari vennero definitivamente demoliti nei primi anni ottanta, e tutte le installazioni relative a questi missili furono rimosse nel 1985.
Tuttavia, diversi componenti e soluzioni adottate sugli SS-16 vennero riprese sul di poco successivo SS-20 Saber, un missile balistico a raggio intermedio.

## Descrizione tecnica
L'SS-16 era un ICBM con rampa stradale mobile a tre stadi, con motore a propellente solido, con un veicolo posto alla sommità dell'ultimo stadio che in pratica conteneva la testata.
Il peso al lancio era compreso tra i 41.500 ed i 44.200 kg, con una lunghezza di 18,5 m ed un diametro di 1,79. Il lancio era a freddo, da un cilindro lungo 20 m e largo 3,2, su rampa mobile stradale.
La gittata massima era compresa tra i 9.200 ed i 10.500 km. Il carico bellico consisteva in una testata nucleare da 650-1.500 chilotoni, del peso massimo di 940 kg. Questa era contenuta in una sorta di modulo, chiamato PBV (Post Booster Vehicle), che poteva incrementare la gittata utile della testata. Il PBV era posto sulla sommità del terzo stadio.
Il margine di errore dichiarato dai russi fu di 450-1.640 m, ma gli occidentali stimarono in realtà valori molto più bassi (360-480). Il sistema di guida era di tipo inerziale autonomo.